# Villa Cañás
Villa Cañás es una ciudad del departamento General López, provincia de Santa Fe, Argentina. Fue fundada en 1902 por Juan Cañás, y alcanzó el estatus de ciudad el 26 de diciembre de 1986. Está situada a 180 km de Rosario, principal centro urbano de la provincia y a  370 km de la ciudad de Santa Fe. Se ubica a la vera de la RP 94, a 20 km de la Ruta Nacional 8 y a 50 km de la ciudad de Venado Tuerto.

## Historia
De Diego de Alvear a Ignacio Ballesteros, y de éste al español Juan Cañás, las tierras sobre las que hoy se erige la localidad encontrarían su fundador en el último propietario, quien para el 17 de mayo de 1902 ya había logrado la aprobación gubernamental de los planos del pueblo. En 1902 también sería nombrado el juez de paz y habilitada la estación del Ferrocarril San Martín, sobre la línea Safocarda- Villa Isabel. Un año más tarde, Villa Cañás tendría su primera comisión de fomento y una significante población conformada en su mayoría por italianos y españoles.
A principios de 2017, los restos de Juan Cañás, que se encontraban en Buenos Aires, fueron depositados en el cementerio local.

## Sitios turísticos
- Balneario Municipal "Virginia L. de Díaz": propiedad de la por la Escuela de Educación Técnica Profesional N.º 484 "Prefectura Naval Argentina" y administrado, mantenido y explotado por la Municipalidad de Villa Cañás ofrece a lugareños y turistas los más diversos servicios y atractivos. Se halla a 5 km de la ciudad de Villa Cañás.
- La Fuente: representación abstracta, no literal, de dos momentos de la historia: el Indio y el Inmigrante, La Fuente inaugurada en el año 2002 ha despertado polémica en la comunidad de Villa Cañás por el argumento de su simbología. Implantada en el centro de la plaza principal, cautiva las miradas por su bella apariencia. No obstante, el significado de su intencionada asimetría entre la configuración del indígena y el europeo, puede estropear su encanto artístico. El "Indio", es representado a través de una interpretación del malón, cuanto desorden y caos, materializado por un volumen fraccionado de placas irregulares y verticales de planchela de hierro sin protección orientadas a propiciar una pátina natural de óxido que denotará el paso del tiempo. El "Inmigrante", en contraposición, muestra la búsqueda de la paz y del progreso, con el ordenamiento regular de la tierra en lotes para su cultivo, origen de la actual ortogonalidad de los trazados urbanos y rurales. Se materializa mediante placas horizontales con bandas de hormigón que se superponen. En tanto el agua, brotando de una simulada empalizada contemporánea de cilindros de acero, separa dos momentos históricos que no se intersecan, pero hace a la vez de elemento unificador, con un permanente movimiento, símbolo esperanzador.

- Centro Cultural Museo y Biblioteca Popular Domingo F. Sarmiento: contenido por uno de los primeros edificios de la ciudad (1903), este complejo aúna un centro cultural de variada propuesta, una biblioteca popular inaugurada en 1931, y un museo fundado en 1991. En el recorrido por las cuatro salas de este último puede descubrirse material histórico y regional de la localidad. Objetos del Ferrocarril San Martín, un proyector de cine antiguo, radios y utensilios que pertenecieran a los primeros inmigrantes de procedencia italiana y española, destacan entre sus piezas más valiosas. Abre sus puertas al público de lunes a viernes de 9:00 a 11:00 y de 17:00 a 20:00. Calle 52 N.º 46 – TEL (03462) 451954.

- Monumento al Gaucho erigido en uno de los ingresos a la ciudad.

- Museos Deportivos que recorren la historia del deporte en la ciudad.

- Vieja Estación de Ferrocarril, habilitada en 1902', año de fundación de Villa Cañás, y por lo tanto fiel testigo del transcurrir del tiempo en la ciudad. Esta es de propiedad privada, pertenece a la administración ferroviaria (aunque es habitada por una familia), por lo que no se permite el ingreso.

- Plaza 9 de Julio, principal plaza de Villa Cañás, caracterizada por la frescura de los tilos y el encanto de la fuente inaugurada en 2002 en ocasión del Centenario de la ciudad. Frente a ella se levanta desde 1903 la Iglesia San José, y en ella se exponen pintorescas ferias artesanales.
- Estatua de Rosa María Juana Martínez Suárez (Mirtha Legrand)

## Cómo llegar
Desde el AMBA: por RN 8 hasta el km 340, doblar a la izquierda para tomar la RP 94, y recorrer otros 20 kilómetros de asfalto hasta la localidad de Villa Cañás.
Otra opción desde Buenos Aires consiste en llegar por RN 7 hasta Junín, empalmar allí con la RP 65 y, una vez en la localidad de Teodelina, tomar la RP 94 hasta llegar a Villa Cañás.
Desde Rosario: por RN 33 hasta la localidad de Venado Tuerto y desde allí por RN 8 en dirección a Buenos Aires hasta empalmar con la RP 94.
Desde la ciudad de Santa Fe: transitando por autopista en dirección a la ciudad de Rosario para, una vez pasando la localidad de San Lorenzo, continuar por la RN A012 y luego por la RN 33 hasta llegar a la localidad de Firmat. Desde allí, seguir en dirección sur por la RP 93 hasta Melincué y tomar la RP 90 a Chapuy. Finalmente empalmar con la RP 94 que lleva a la localidad de Villa Cañás completando los 360 km de distancia.

## Balneario "Virginia l. Díaz"
El lugar Cuenta con una laguna apta para practicar deportes náuticos como sky, wakeboard, kitesurf, como así también disfrutar del agua en embarcaciones como lanchas, kayaks, motos de agua, o simplemente practicar natación.
Una costa frondosa, un sector de dos piletas, parrilleros, camping, zona de nado, bajada de lanchas, quincho de proveeduría, dos playas con arena, dos muelles.
Se destaca por los hermosos atardeceres donde el sol se esconde logrando un paisaje poco visto en la región.

## Economía
Es un importante centro económico de la región, tanto por la importancia de la producción agropecuaria como por el desarrollo industrial.
Tierra propicia para los cultivos de soja, trigo, maíz y girasol. Por esta razón y por la rápida comunicación con los puertos de Rosario y Bahía Blanca (a través de la ruta nacional N.º 33) ha sido elegida por numerosas empresas cerealeras para la instalación de sus plantas de acopio.
El conglomerado empresarial MSU Argentina, con operaciones en los sectores agrícola y energético, tiene base en Villa Cañás desde su fundación en 1998.

## Infraestructura
La planta urbana está formada por 240 manzanas. Servicios:
- Alumbrado público: toda la planta urbana cuenta con alumbrado a gas de mercurio y sodio.
- Pavimento: alcanza al 80% de la planta urbana.
- Agua potable: la red cuenta con aproximadamente 58.500 metros de extensión y está cubierta en un 100x100 la ciudad
- Cloacas: La ciudad está cubierta en un 95% con el servicio brindado por la Cooperativa de Agua Potable. Con una red de 79.575 metros.
- Telefonía: DDN y DDI. Central con capacidad para 4.400 líneas, con 1.600 aparatos habilitados.
- Gas natural: finalizada y funcionando la primera etapa y en ejecución la segunda.
- Comercios: 530 registrados (2009), entre grandes, medianos y pequeños.
- Hotelería: 2 hoteles y un residencial.
- Parque automotor: 4.675 vehículos (2009).

## El escudo
El escudo que representa a Villa Cañás fue creado por Angela Morán de Castellini, ganadora del concurso abierto convocado con motivo del 75.º aniversario de la ciudad, en 1977.
Presenta surcos simbolizando la agricultura, base de la economía local; una espiga de trigo, símbolo del pan y la fe de la gente; y un engranaje como sol naciente, representando a la incipiente industria.

## Santo patrono
- San José. Festividad: 19 de marzo.

## Creación de la comuna
- 7 de marzo de 1903

## Parajes
- Campo Ballesteros
- Campo Centenario
- Campo Cuffre
- Campo Goapper
- Campo Troffe
- Colonia Rueda
- Estancia La Dolores
- Estancia Los Ángeles

## Instituciones
- Sportsman Club Social y Deportivo.
- Club Studebaker Mutual Social y Biblioteca.
- Independiente Foot Ball Club
- AeroClub Villa Cañas
- Club de leones Villa Cañas
- Cooperativa de Provisión de Agua Potable y Otros Servicios Públicos de Villa Cañás Ltda.
- Club Argentino de Servicio (C.A.S.)
- Mirtha Legrand

## Biblioteca Popular
- Biblioteca Popular Sarmiento y Museo Carlos Reali

## Museo
Centro Cultural, Biblioteca Popular Sarmiento

## Medios de comunicación

### Diarios
- Leguas Noticias
- Novedades del Sur

### Radios
- FM SONIC 103.1
- FM PLUS 95.9
- FM VITAL 102.5

## Parroquias de la Iglesia católica en Villa Cañás
| Diócesis  | Venado Tuerto |
| --------- | ------------- |
| Parroquia | San José      |